# James Hogarth Pringle

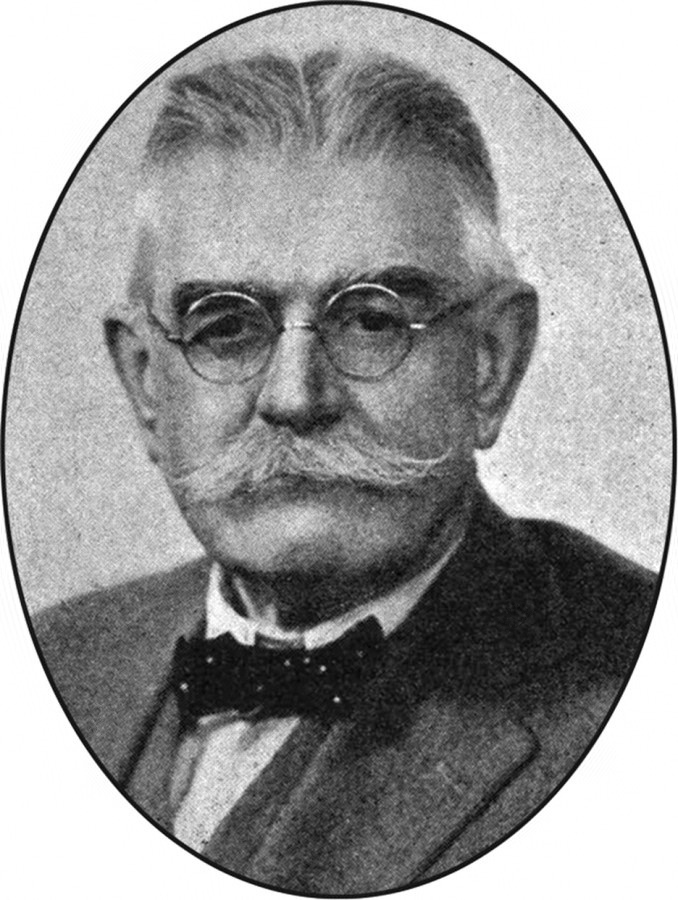
James Hogarth Pringle

James Hogarth Pringle (* 1863 in Parramatta; † 24. April 1941 in Killearn) war ein aus Australien stammender Chirurg.

## Leben
Pringle, Sohn des Chirurgen James Hogarth Pringle (1831–1872), schloss 1885 an der Universität Edinburgh sein Medizinstudium ab. Danach arbeitete er in verschiedenen Krankenhäusern in England, Schottland, Deutschland und Österreich. Ab 1890 war er am Glasgow Royal Infirmary bei William MacEwen als Chirurg tätig. An der Medical School des Queen Margaret College, das 1895 in der Universität Glasgow aufging, war Pringle als Prosektor und Dozent für Chirurgie tätig. 1923 ging er in den Ruhestand, war aber weiterhin wissenschaftlich und lehrend tätig.
Die von ihm hinterlassenen Fallbeschreibungen werden im Archiv des Royal College of Physicians and Surgeons of Glasgow (RCPSG) aufbewahrt.

## Wirken
Zur Kontrolle der Blutungen bei Verletzungen der Leber führte der Chirurg 1908 das später nach ihm benannte Pringle-Manöver ein. Pringle zögerte anfangs, die Blutversorgung durch die Pfortader und die Arteria hepatica propria zu stoppen, da Carl Langenbuch zuvor beschrieben hatte, dass diese Maßnahme tödlich sei. Nachdem Pringle erfolgreich Eingriffe an Kaninchen durchgeführt hatte, wandte er das Manöver bei Operationen am Menschen an.
Die 1910 veröffentlichte Monographie Fractures and their Treatment greift die Erfahrungen des Autors im Umgang mit offenen und geschlossenen Frakturen auf. Um Infektionen vorzubeugen, setzte sich Pringle für ein umfassendes Debridement der offenen Fraktur ein. Bei der Frakturbehandlung griff er oftmals auf Implantate zurück, was ihm zu jener Zeit – lange vor der Anwendung von Antibiotika – heftige Kritik seiner Kollegen einbrachte. Pringle führte dagegen niedrigere Amputationsraten gegenüber der konservativen Methode an.
1913 beschrieb Pringle die Überbrückung eines Teilstücks der Kniekehlenarterie (A. poplitea) mittels einer Vene (autologes Transplantat) nach einer Aneurysma-Resektion. In einem zweiten Fall verfuhr er nach einer Verletzung der Arteria brachialis ähnlich. Pringle dokumentierte den postoperativen Verlauf gründlich. Sein erster Patient verstarb mehrere Jahre später, das Transplantat wurde entnommen und in das Museum des Royal College of Surgeons in Edinburgh verbracht.
Bei zwei Patienten, bei denen ein malignes Melanom an Oberschenkel bzw. Unterarm auftrat, führte Pringle 1908 eine radikale Exstirpation durch. Der Erfolg dieser Eingriffe wurde wiederum über mehrere Jahrzehnte (bis 1937) dokumentiert.
1904 veröffentlichte Pringle Fälle, bei denen Verletzungen der Harnröhre durch ein Transplantat eines Ochsen überbrückt wurden.

## Veröffentlichungen (Auswahl)
- XIII. Repair of the Urethra by Transplantation of the Urethra of Animals. In: Annals of Surgery. Band 40, Nr. 3, 1904, S. 387–397, doi:10.1097/00000658-190409000-00013, PMID 17861519, PMC 1425757 (freier Volltext).
- V. Notes on the Arrest of Hepatic Hemorrhage Due to Trauma. In: Annals of Surgery. Band 48, Nr. 4, 1908, S. 541–549, doi:10.1097/00000658-190810000-00005, PMID 17862242, PMC 1406963 (freier Volltext).
- I. Avulsion of the Spine of the Tibia. In: Annals of Surgery. Band 46, Nr. 2, 1907, S. 169–178, doi:10.1097/00000658-190708000-00001, PMID 17862006, PMC 1414389 (freier Volltext).
- A method of preparation in cases of melanotic tumors of the skin. In: Edinburgh Medical Journal. Band 23, 1910, S. 496–499.
- Fractures and their treatment. Henry Frowde, Hodder & Stoughton, London 1910.
- Two cases of vein grafting for the maintenance of a direct arterial circulation. In: The Lancet. Band 181, Nr. 4687, 1913, S. 1795–1796, doi:10.1016/s0140-6736(01)24514-0.
- An analysis of 230 cases of open fracture of the long bones treated by operative methods. In: British Journal of Surgery. Band 2, Nr. 5, 1914, S. 102–109, doi:10.1002/bjs.1800020510.
- Cutaneous melanoma. Two cases alive thirty and thirty-eight years after operation. In: The Lancet. Band 229, Nr. 5922, 1937, S. 508–509, doi:10.1016/s0140-6736(00)75819-3.